# Källby socken
Källby socken i Västergötland ingick i Kinnefjärdings härad och området ingår sedan 1971 i Götene kommun och motsvarar från 2016 Källby distrikt.
Socknens areal är 14,51 kvadratkilometer varav 14,42 land. År 2000 fanns här 1 820 invånare. Tätorten Källby samt Källby kyrkby med sockenkyrkan Källby kyrka ligger i socknen.

## Administrativ historik
Socknen har medeltida ursprung.
Vid kommunreformen 1862 övergick socknens ansvar för de kyrkliga frågorna till Källby församling och för de borgerliga frågorna bildades Källby landskommun. Landskommunen uppgick 1952 i Husaby landskommun som 1967 uppgick i Götene köping som 1971 ombildades till Götene kommun. Församlingen utökades 2002.
1 januari 2016 inrättades distriktet Källby, med samma omfattning som församlingen hade 1999/2000.  
Socknen har tillhört län, fögderier, tingslag och domsagor enligt vad som beskrivs i artikeln Kinnefjärdings härad. De indelta soldaterna tillhörde Västgöta-Dals regemente, Kållands kompani och Västgöta regemente, Livkompaniet.

## Geografi

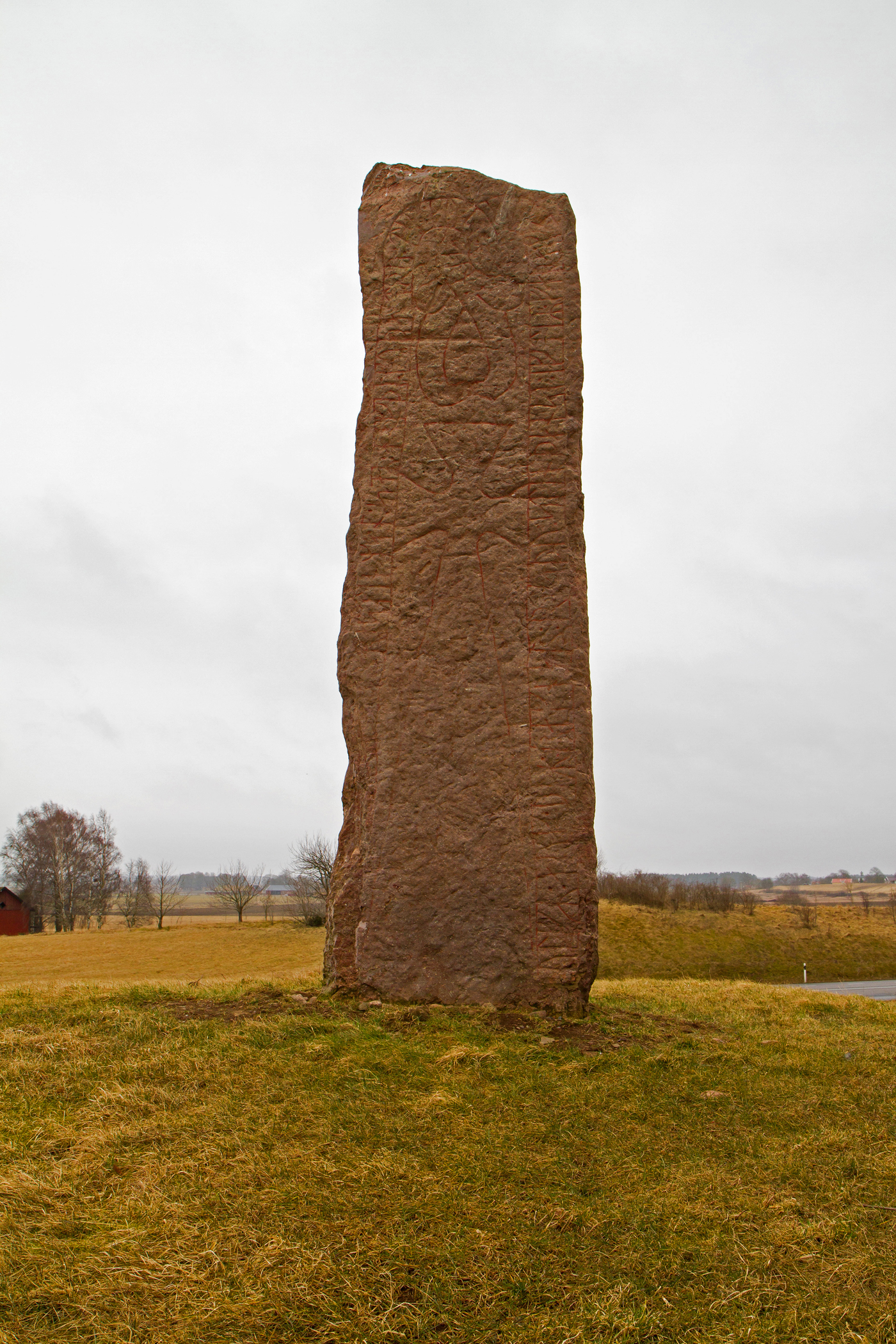
Runstenen Vg 55 i Källby hallar.

Källby socken ligger öster om Lidköping sydväst om Kinneviken, Vänern, på sydvästsluttningen av Kinnekulle. Socknen är en odlad slättbygd med skog vid kusten och Kinnekulle i nordväst.

## Fornlämningar
Boplatser och lösfynd från stenåldern är funna. Från bronsåldern finns en hällristning. Från järnåldern finns  gravfält, stensättningar, resta stenar och domarringar.

## Namnet
Namnet skrevs 1290 Kialby och kommer från kyrkbyn. Efterleden är by, 'gård; by'. Förleden har oviss tolkning, kan innehålla  köl och vara terrängbeskrivande eller mena 'hals' och då syfta på en avsmalning mellan två vattendrag.